# Aemilia affinis
Aemilia affinis là một loài bướm đêm thuộc phân họ Arctiinae, họ Erebidae.